# Léonard Gaultier
Jean Léonard Louis Anton Gautier (12 de julio de 1866-27 de octubre de 1955) fue un compositor francés nacido en Alemania famoso por su simple pieza de piano de melodía de octava nota llamada Le Secret, que en un momento apareció en todos los populares antologías de piano y todavía continúa apareciendo en piezas actuales de recogida de piano famosos tales como el banco del piano de la música clásica.
Gautier nació en Altona, Hamburgo, el mayor de ocho hijos nacidos del operador de circo Jean-Baptiste-Anton-Bernardin-Marie Gautier y Marie-Honorine Monseiller Gautier. Estaba casado con Emelina Albertine Rosalie Loyal y hermano de Louis Frederik Gautier.

## Composiciones selectas
- Le Secret (Intermezzo Pizzicato No. 276) (1916): existen versiones para piano solo, piano trio,[4] piano y violín, woodwind trio[5] y muchos más
- La Bergeronette
- Twilight Whispers
- The Fairie Wand Waltz (1893)
- My Hope My All in All
- Salut d'amour (Exercise no. 3)
- Oh Dem Golden Slippers (Polka)
- Alerte! (Marche Militaire)
- The Fairie Barque (1913)
- Pretty Maidens (Danse Gracieuse)